# ملکوت (روستا)
ملکوت یک منطقهٔ مسکونی در ایران است که در استان گیلان واقع شده‌است. ملکوت ۳۹۷ نفر جمعیت دارد.